# アーンストチズガメ
アーンストチズガメ（Graptemys ernsti）は、ヌマガメ科チズガメ属に分類されるカメ。

## 分布
模式標本の産地（模式産地）はアラバマ州。アメリカ合衆国（アラバマ州、フロリダ州北西部のエスカンビア川、コネーク川水系）固有種

## 形態
最大甲長28.5 cm。オスよりもメスの方が大型になる。第1-4椎甲板に黒い棘状の突起（キール）があり、特に第2-3椎甲板で発達する。背甲の色彩は緑褐色。肋甲板には黄色い虫食い状の斑紋が入る。後部縁甲板背面には黄色やオレンジ色の太い横縞やアルファベットの「L」字状の斑紋が入り、腹面には同心円状の斑紋が入る。
頭部は大型で、特に自然下では貝類を主食とするメスは貝類を噛み砕くために頭部が巨大化する。頭部や四肢は暗緑色で、吻端に三叉状の斑紋がある。眼の間にある斑紋と眼後部の斑紋は繋がらないか、僅かに繋がる。
卵は長径3.8cm程、短径2.7cm程で、皮革状の弾力性のある白い殻で覆われる。幼体ではキールがより尖り後部の縁甲板が鋸状に尖るが、成長に伴い滑らかになる。
1992年にギボンズチズガメと共にアラバマチズガメから分割された。

## 生態
底質が石灰岩や石灰岩の礫で流れが速く水の澄んだ河川、およびその周囲にある水場に生息する。水棲傾向が強いが、倒木や岩に登り日光浴を行うことも好む。
食性は肉食性の強い雑食性で魚類、昆虫類、甲殻類、貝類を食べる。幼体やオスの成体は主に昆虫類を食べるが、メスの成体は主に二枚貝を食べる。
繁殖形態は卵生。4-7月に川辺の崖の下にある砂州で水辺から3-15m離れた場所に、1回に平均で約7個の卵を平均で4回に分けて産む。卵は飼育下では23-31℃の環境において、74-79日で孵化した例がある。野生ではオスが甲長8cm（生後3-4年程）、メスが甲長21-22 cm（生後14年程）で性成熟するとされる。

## 人間との関係
開発による生息地の破壊やペット用の乱獲により生息数が減少している。
ペットとして飼育されることもあり、日本にも輸入されている。アラバマチズガメの名で流通していたが流通量は少なく、その後さらに流通量は減少していった。2006年にチズガメ属がワシントン条約附属書IIIに掲載されたためアメリカ合衆国からの輸出が制限されたほぼ流通は無くなっている。